# Trương Trì Hào
Trương Trì Hào (tiếng Trung: 張馳豪, tiếng Anh: Aska Cheung Chi Ho; sinh ngày 5 , 1995). Là nam ca sĩ kiêm sáng tác nhạc và diễn viên Hong Kong, thí sinh top 12 của chương trình tìm kiếm tài năng ca hát "Thanh mộng truyền kỳ" mùa 1 TVB. Hiện tại là nghệ sĩ hợp đồng người quản lý TVB và nam ca sĩ "Âm nhạc Ái Bạo" trực thuộc Giải trí Tinh Mộng.

## Kinh nghiệm cá nhân

### Cuộc sống trước năm 2020
Trương Trì Hào có 2 em trai, từ nhỏ đã thích thể thao và ca hát, từng học nội trú tại Trường tiểu học trực thuộc trường cao đẳng St. Stephen's và Trường Cao đẳng St. Stephen's. Năm 2013 đến Philadelphia Hoa Kỳ để học tại Trường Chestnut Hill Springside. Năm 2015 vì không thi vào được trường có ngành âm nhạc yêu thích, nên đã đến Coral Gables học lấy bằng Cử nhân Sinh lý Thể dục tại Đại học Miami. Sau khi hoàn thành chương trình thạc sĩ một năm của trường về Thể dục thể chất, thì thi đậu giấy phép huấn luyện viên thể dục (thể dục, thể chất). Năm 2020 chuyển tiếp đến Đại học Tufts ở Boston để theo học bằng thạc sĩ Dinh dưỡng, nhưng vào kỳ nghỉ hè quay về Hong Kong thăm người thân nhìn thấy quảng cáo báo danh "Thanh mộng truyền kỳ" liền được cha và em trai khuyến khích tham gia, nhận thấy không thể lo cả hai phương diện cùng lúc trong cuộc thi, nên ngay sau khi kỳ học mới bắt đầu không lâu thì quyết định ngừng học để tham gia.

### Năm 2020 đến nay: Tham gia "Thanh mộng truyền kỳ" và ra mắt
Giữa năm 2020, Trương Trì Hào báo danh tham gia chương trình tìm kiếm tài năng "Thanh mộng truyền kỳ" của TVB, là học viên lớn tuổi nhất trong top 15, lấy tên fandom là "Hào nhão" (鬆弛豪), cuối cùng vào tập 7 của chương trình phát sóng năm 2021, anh bị loại cùng với Phan Tĩnh Văn, dừng chân ở top 12, trước khi thi đấu đã cùng các học viên "Thanh mộng" ký hợp đồng người quản lý TVB 5 năm nên đã bỏ bằng Thạc sĩ Dinh dưỡng tại Đại học Tufts sau khi bị loại. Ngày 12 - 15/8 cùng năm, anh cùng các huấn luyện viên và các học viên biểu diễn 4 ngày trong concert tốt nghiệp “Thanh·Mộng phi hành First Live On Stage” tại sân vận động Macpherson Vượng Giác.
Tháng 11/2020, anh trở thành một trong năm vị "Quán quân cấp nam thần" trong chương trình tống nghệ "Nhà bếp nam thần" của TVB. Tháng 12 cùng năm, anh cùng các học viên "Thanh mộng" và các thí sinh "Thịnh·Vũ giả" tham gia diễn xuất trong phim truyền hình thanh xuân vườn trường "Thanh xuân bản ngã", trong phim diễn vai "Nghê Gia Địch" (倪家廸), cũng sáng tác nhiều bài hát cho phim, phát triển hướng ca sĩ tác nhạc.

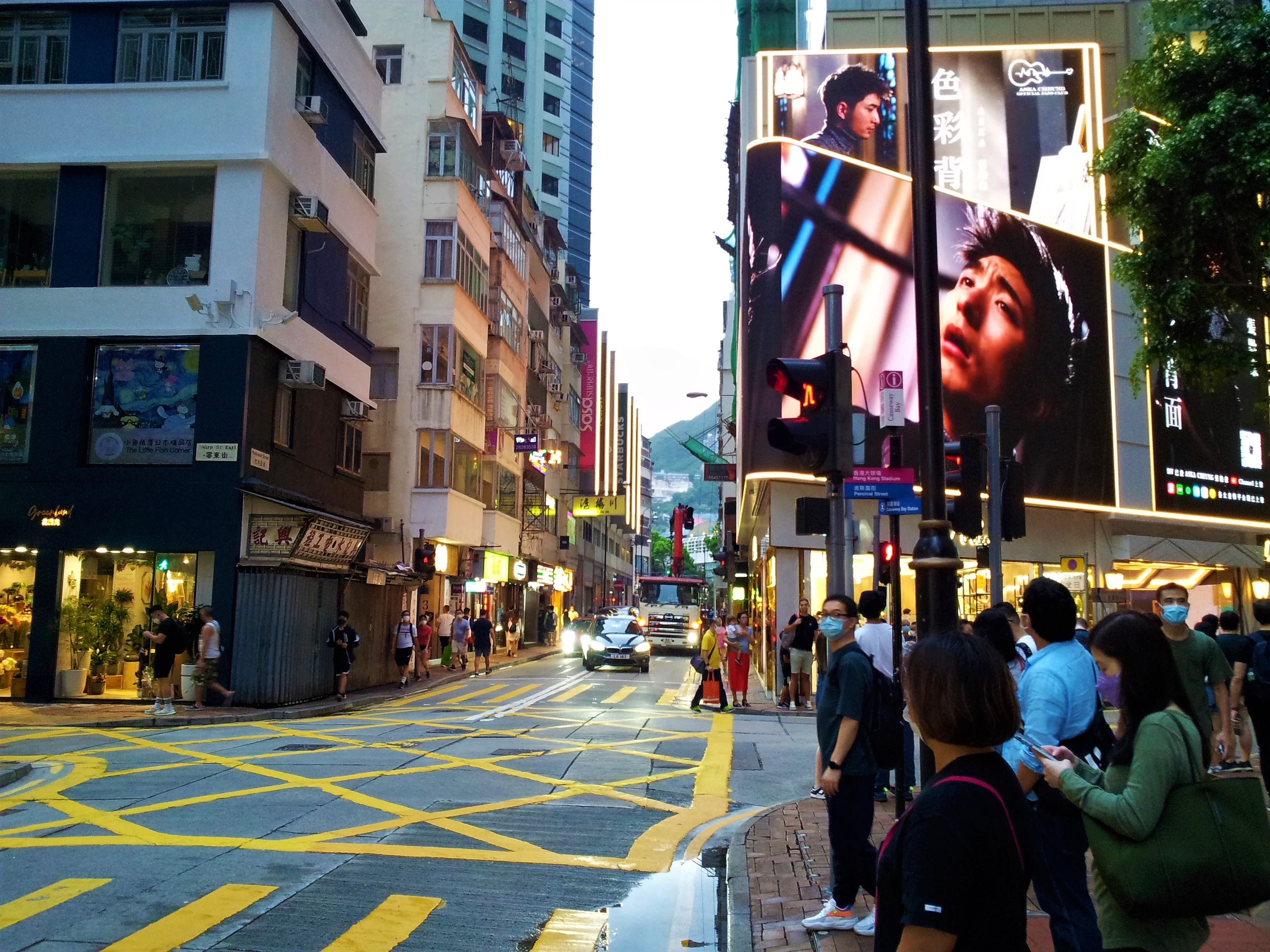
Biển tiếp ứng tác phẩm ra mắt "Phía sau sắc thái" (色彩背面) của Trương Trì Hào.

Năm 2022, Trương Trì Hào phát hành bài hát "Phía sau sắc thái" (色彩背面) làm nhạc chủ đề cho phim TVB "Lời thú tội cuối cùng sau 18 năm 2.0", chính thức ra mắt.

## Kinh nghiệm thi đấu

### Thanh mộng truyền kỳ
Số điểm phụ thuộc vào số lượng đèn do 25 giám khảo đưa ra, tức là điểm tuyệt đối là 25 điểm.
| Tập                    | Ngày phát sóng | Bài hát biểu diễn                                                  | Người hát cùng                                                                             | Ghi chú                                                          |
| ---------------------- | -------------- | ------------------------------------------------------------------ | ------------------------------------------------------------------------------------------ | ---------------------------------------------------------------- |
| Lần triệu tập đầu tiên | 3/1/2021       | 有一種悲傷/ Có một loại tổn thương - A-Lin                         | Lâm Quân Liên                                                                              | —                                                                |
| 1                      | 10/4/2021      | 刻在我心底的名字/ Cái tên khắc sau trong lòng anh - Lư Quảng Trọng | —                                                                                          | Lấy 16 điểm thăng cấp                                            |
| 4                      | 1/5/2021       | 只是太愛你/ Chỉ là quá yêu em - Trương Kính Hiên                   | —                                                                                          | Lấy danh nghĩa đội đỏ thi đấu, thắng trận với 3 điểm, thắng cấp  |
| 5                      | 8/5/2021       | 眼色/ Màu mắt - Lâm Hựu Gia                                        | Tiển Tĩnh Phong                                                                            | Lấy danh nghĩa đội đỏ thi đấu, thắng trận với 18 điểm, thắng cấp |
| 6                      | 15/5/2021      | 拼圖/ Ghép hình                                                    | Hà Tấn Lạc, Tiển Tĩnh Phong, Huỳnh Dịch Bân, Phan Tĩnh Văn, Chiêm Thiên Văn, Diêu Trác Phi | Lấy danh nghĩa đội đỏ thi đấu, thắng trận với 23 điểm, thắng cấp |
| 7                      | 22/5/2021      | 單車/ Xe đạp - Trần Dịch Tấn                                       | Hà Tấn Lạc, Tiển Tĩnh Phong, Phan Tĩnh Văn, Chiêm Thiên Văn, Diêu Trác Phi                 | Lấy danh nghĩa đội đỏ thi đấu, thua trận với 3 điểm, bị loại     |

### Thanh mộng truyền kỳ 2 Đấu đá sân nước ngoài
| Tập | Ngày phát sóng | Bài hát biểu diễn                                                  | Người hát cùng  | Ghi chú                                                   |
| --- | -------------- | ------------------------------------------------------------------ | --------------- | --------------------------------------------------------- |
| 1   | 5/11/2022      | 刻在我心底的名字/ Cái tên khắc sâu trong lòng anh - Lư Quảng Trọng | Phan Kiền Chính | Tham gia thi đấu với tư cách người dẫn đội của Dream Team |

## Tác phẩm âm nhạc

### Đĩa đơn
| Ngày phát hành | Bài hát                                                                     | Viết nhạc                                      | Viết lời                                                                                                   | Biên khúc               | Giám chế                 | Ghi chú |
| 2021           | 2021                                                                        | 2021                                           | 2021 | 2021                    | 2021                     | 2021 |
| -------------- | --------------------------------------------------------------------------- | ---------------------------------------------- | --- | ----------------------- | ------------------------ | --- |
| 5/4            | 造夢時學會飛行/ Học được cách bay khi theo đuổi ước mơ                      | Từ Lạc Thương                                  | Trương Mỹ Hiền                                                                                             | Johnny Yim              | Vi Cảnh Vân, Hà Triết Đồ | Nhạc chủ đề "Thanh mộng truyền kỳ" Hát cùng toàn thể học viên "Thanh mộng truyền kỳ mùa 1"                                                               |
| 15/5           | 拼圖/ Ghép hình                                                             | Trương Trì Hào                                 | Trương Trì Hào, Tiển Tĩnh Phong, Hà Tấn Lạc, Huỳnh Dịch Bân, Phan Tĩnh Văn, Chiêm Thiên Văn, Diêu Trác Phi | Johnny Yim              | Johnny Yim               | Cùng các học viên "Thanh mộng truyền kỳ mùa 1" hát |
| 11/7           | 奪金/ Đoạt Kim                                                              | Trắc Điền                                      | Vương Tổ Lam                                                                                               | Dough-Boy               | Trắc Điền, Erik Kwok     | Nhạc chủ đề "Olympic 2020" TVB Hát cùng toàn thể huấn luyện viên và học viên "Thanh mộng truyền kỳ mùa 1"                                                |
| 5/12           | 快啲快啲/ Nhanh lên nhanh lên                                               | Johnny Yim                                     | Lý Mẫn, Bành Gia Duy                                                                                       | Johnny Yim              | Johnny Yim               | Nhạc đệm phim TVB "Thanh xuân bản ngã" Hát cùng các diễn viên chính của phim                                                                             |
| 5/12           | 兄弟幫 (Basketball Battle Dance Version)/ Hội anh em (Bản nhảy đấu bóng rổ) | Trương Trì Hào, Tiển Tĩnh Phong, Lâm Quân Liên | Trương Trì Hào                                                                                             | Trương Trì Hào          | Trương Trì Hào           | Nhạc đệm phim TVB "Thanh xuân bản ngã" Hát cùng Lưu Triển Đình                                                                                           |
| 26/12          | 兄弟幫 (BroMance Dance Version)/ Hội anh em (Bản nhảy tình anh em)          | Trương Trì Hào, Tiển Tĩnh Phong, Lâm Quân Liên | Trương Trì Hào, Bành Gia Duy                                                                               | Johnny Yim              | Johnny Yim               | Nhạc đệm phim TVB "Thanh xuân bản ngã" Hát cùng Tiển Tĩnh Phong, Hà Tấn Lạc, Lưu Triển Đình và Lý Thiệu Kiên                                             |
| 2022           |                                                                             |                                                | |                         |                          | |
| 9/1            | 別難過/ Đừng buồn nữa                                                       | Trương Trì Hào                                 | Trương Trì Hào                                                                                             | Johnny Yim              | Johnny Yim               | Nhạc đệm phim TVB "Thanh xuân bản ngã" Hát cùng Văn Khải Đình                                                                                            |
| 1/2            | 一起向未來/ Cùng hướng đến tương lai                                        | Thường Thạch Lỗi                               | Vương Bình Cửu                                                                                             | Thất Cửu                | Triệu Tăng Hy            | Nhạc chủ đề "Thế vận hội Mùa đông 2022" Hát cùng nhiều nghệ sĩ                                                                                           |
| 14/2           | 你的晚安 我的早餐/ Ngủ ngon của em, bửa sáng của anh                        | Trương Trì Hào, Phan Tĩnh Văn                  | Trương Trì Hào, Phan Tĩnh Văn                                                                              | @ape                    | Trương Trì Hào           | Hát cùng Phan Tĩnh Văn |
| 19/2           | 獅子山下 同心抗疫/ Dưới núi Sư Tử, đồng lòng chống dịch                     | Cố Gia Huy                                     | Lư Vĩnh Cường                                                                                              | Huỳnh An Hoằng          | Ngũ Trọng Hành           | Bài hát chống dịch do TVB sản xuất để hưởng ứng làn sóng COVID-19 lần thứ năm ở Hong Kong Hát cùng nhiều nghệ sĩ                                         |
| 21/2           | Cardigan                                                                    | Trương Trì Hào                                 | Trương Trì Hào                                                                                             | Trương Trì Hào          | Trương Trì Hào           | |
| 19/4           | 色彩背面/ Sắc thái phía sau                                                 | Từ Lạc Thương                                  | Dương Hy                                                                                                   | Johnny Yim              | Vi Cảnh Vân              | Nhạc chủ đề phim TVB "Lời thú tội cuối cùng sau 18 năm 2.0"                                                                                              |
| 17/6           | 聽晚見唔見到你/ Nghe tối có được thấy em                                    | C Quân                                         | C Quân |                         |                          | Nhạc chủ đề hoạt động tuyên truyền J2 TVB "J2 tái xuất thế" Bài hát tắt kênh J2 TVB                                                                      |
| 12/8           | 陽光空氣/ Không khí ánh nắng                                                | Noel Quinlan                                   | Lư Quốc Triêm                                                                                              | Lưu Dịch Thăng, Mag Fil | Lưu Dịch Thăng           | Hát cùng Diêu Trác Phi Cover bài hát quảng cáo nổi tiếng của Ban nhạc Uy Trấn năm 1979 để kỷ niệm 160 năm thành lập công ty TNHH Gas Trung Hoa Hồng Kông |
| 3/9            | Together For Good                                                           | Lệ Mẫn                                         | Dương Hy                                                                                                   | Thái Tiểu Nhụy          | Lưu Dịch Thăng           | Hát cùng Viêm Minh Hy Bản tiếng Quảng nhạc chủ đề Ngày công ích 99 năm 2022                                                                              |
| 3/10           | 沒法等你/ Hết cách đợi em                                                   | Trương Trì Hào                                 | Dương Hy                                                                                                   | Thái Sùng Ân            | Lưu Dịch Thăng           | Nhạc đệm phim TVB "Mỹ lệ chiến trường" |

### Bài hát tự sáng tác
| Năm  | Bài hát                                                                     | Ca sĩ                                                                      | Ghi chú |
| ---- | --------------------------------------------------------------------------- | -------------------------------------------------------------------------- | --- |
| 2021 | 兄弟幫 (Basketball Battle Dance Version)/ Hội anh em (Bản nhảy đấu bóng rổ) | Trương Trì Hào, Lưu Triển Đình                                             | Viết nhạc cùng Lâm Quân Liên và Tiển Tĩnh Phong Nhạc đệm phim TVB "Thanh xuân bản ngã"                          |
| 2021 | 兄弟幫 (BroMance Dance Version)/ Hội anh em (Bản nhảy tình anh em)          | Trương Trì Hào, Tiển Tĩnh Phong, Lưu Triển Đình, Lý Thiệu Kiên, Hà Tấn Lạc | Viết nhạc cùng Lâm Quân Liên và Tiển Tĩnh Phong Nhạc đệm phim TVB "Thanh xuân bản ngã"                          |
| 2022 | 別難過/ Đừng buồn nữa                                                       | Trương Trì Hào, Văn Khải Đình                                              | Viết nhạc và lời Nhạc đệm phim TVB "Thanh xuân bản ngã"                                                         |
| 2022 | 複雜/ Phức tạp                                                              | Viêm Minh Hy                                                               | Viết nhạc và lời cùng Lâm Quân Liên Nhạc đệm phim TVB "Thanh xuân bản ngã"                                      |
| 2022 | 我超越我/ Tôi vượt qua tôi                                                  | Các học viên Thanh mộng truyền kỳ 2                                        | Viết nhạc và lời cùng Lâm Quân Liên, Hà Tấn Lạc, Tiển Tĩnh Phong, Dương Hy Nhạc chủ đề "Thanh mộng truyền kỳ 2" |

### Thành tích bài hát phái đài
| Thành tích bài hát phái đài (5 đài)              | Thành tích bài hát phái đài (5 đài) | Thành tích bài hát phái đài (5 đài) | Thành tích bài hát phái đài (5 đài) | Thành tích bài hát phái đài (5 đài) | Thành tích bài hát phái đài (5 đài) | Thành tích bài hát phái đài (5 đài) | Thành tích bài hát phái đài (5 đài)                                                                                                 |
| ------------------------------------------------ | ----------------------------------- | ----------------------------------- | ----------------------------------- | ----------------------------------- | ----------------------------------- | ----------------------------------- | --- |
| Đĩa hát                                          | Bài hát                             | 903                                 | RTHK                                | 997                                 | TVB                                 | ViuTV                               | Ghi chú |
| Năm 2021                                         |                                     |                                     |                                     |                                     |                                     |                                     | |
|                                                  | 奪金/ Đoạt kim                      | -                                   | ×                                   | ×                                   | 1                                   | ×                                   | Nhạc chủ đề Olympic 2020 TVB Hát cùng toàn thể huấn luyện viên và học viên Thanh mộng truyền kỳ mùa 1                               |
| Năm 2022                                         |                                     |                                     |                                     |                                     |                                     |                                     | |
|                                                  | 色彩背面/ Phía sau sắc thái         | -                                   | -                                   | 5                                   | -                                   | ×                                   | Bài hát phái đài cá nhân đầu tiênNhạc chủ đề phim TVB "Lời thú tội cuối cùng sau 18 năm 2.0"                                        |
|                                                  | 陽光空氣/ Không khí ánh nắng        | -                                   | -                                   | -                                   | 1                                   | ×                                   | Hát cùng Diêu Trác Phi Cover tác phẩm của Ban nhạc Uy Trấn Bài hát quảng cáo 160 năm thành lập công ty TNHH Gas Trung Hoa Hồng Kông |
|                                                  | Together for Good                   | -                                   | -                                   | -                                   | -                                   | ×                                   | Hát cùng Viêm Minh Hy Nhạc chủ đề Ngày công ích 99 năm 2022                                                                         |
|                                                  | 青春作風/ Tác phong tuổi trẻ        | -                                   | -                                   | -                                   | -                                   | ×                                   | Hát cùng Diêu Trác Phi, Chung Nhu Mỹ, Tiển Tĩnh Phong                                                                               |
|                                                  | Hat Trick                           | -                                   | -                                   | -                                   | 1                                   | ×                                   | Hát cùng các học viên "Thanh mộng truyền kỳ 1, 2"                                                                                   |
| Album kỷ niệm 55 năm TVB Kinh điển ‧ Truyền thừa | 上海灘/ Bến Thượng Hải              | -                                   | -                                   | -                                   | -                                   | ×                                   | Hát cùng Đàm Tuấn Ngạn, Trần Sơn Thông, Viên Vỹ Hào, Tiển Tĩnh Phong, Huỳnh Dịch Bân Cover tác phẩm của Diệp Lệ Nghi                |

| Tổng số bài quán quân các đài | Tổng số bài quán quân các đài | Tổng số bài quán quân các đài | Tổng số bài quán quân các đài | Tổng số bài quán quân các đài | Tổng số bài quán quân các đài  |
| ----------------------------- | ----------------------------- | ----------------------------- | ----------------------------- | ----------------------------- | ------------------------------ |
| 903                           | RTHK                          | 997                           | TVB                           | ViuTV                         | Ghi chú                        |
| 0                             | 0                             | 0                             | 3                             | 0                             | Tổng số bài quán quân 5 đài：0 |

- （*）Đang lên bảng
- （-）Chưa thể lên bảng
- （×）Không có phát đài

## Tác phẩm diễn xuất

### Phim truyền hình (TVB)
| Phát sóng | Tên phim           | Tên phim | Vai diễn             |
| --------- | ------------------ | -------- | -------------------- |
| 2021      | Thanh xuân bản ngã | 青春本我 | Nghê Gia Địch (Aska) |
| 2022      | Mỹ lệ chiến trường | 美麗戰場 | Âu Gia Minh          |

### Chương trình tống nghệ (TVB)
| Phát sóng | Tên chương trình                          | Tên chương trình      | Ghi chú                                                        |
| --------- | ----------------------------------------- | --------------------- | -------------------------------------------------------------- |
| 2020      | Khánh đài TVB                             | 萬千星輝賀台慶        | Cùng các học viên Thanh mộng truyền kỳ làm khách mời biểu diễn |
| 2021      | Thanh mộng truyền kỳ                      | 聲夢傳奇              | Thí sinh                                                       |
| 2021      | Staries Thanh mộng động thái hẹn giờ      | Staries聲夢定時動態   | Diễn xuất cố định                                              |
| 2021      | Nhà bếp nam thần                          | 男神廚房              | Thí sinh                                                       |
| 2021      | Nhà bếp nam thần khai trương nè           | 男神廚房開業喇        | Thí sinh                                                       |
| 2021      | Phúc tá Hương Cảng huề thủ mại hướng 2022 | 福佑香港 攜手邁向2022 | Diễn xuất cố định                                              |
| 2022      | Trận chiến nấu ăn của nam thần            | 男神煮場爭霸戰        | Diễn xuất cố định                                              |
| 2022      | Nhạc chủ đề của chúng ta                  | 我們的主題曲          | Lời dẫn tập 1 (cùng Phan Tĩnh Văn)                             |

## Concert
| Ngày            | Tên concert                                                                                             | Tên concert                                      | Số sân | Nơi tổ chức                              | Đơn vị tổ chức                         | Ghi chú |
| --------------- | --- | ------------------------------------------------ | ------ | ---------------------------------------- | -------------------------------------- | --- |
| 12 - 15/8/2021  | Thanh·Mộng Phi Hành First Live On Stage                                                                 | 聲·夢飛行 First Live On Stage                    | 4      | Sân vận động Macpherson Vượng Giác       | TVB, Giải trí Tinh Mộng                | Concert tốt nghiệp Thanh mộng truyền kỳ mùa 1                                                              |
| 23/11/2022      | Fubon GO x Thanh mộng truyền kỳ "Xướng xuất sơ tâm"                                                     | Fubon GO x 聲夢傳奇《唱出初心》                  | 1      | Sảng tiệc Quảng trường Mira              | Ngân hàng Phú Bang (Hồng Kông)         | Cùng Hà Tấn Lạc, Tiển Tĩnh Phong hát "浮誇/ Khoa trương"                                                   |

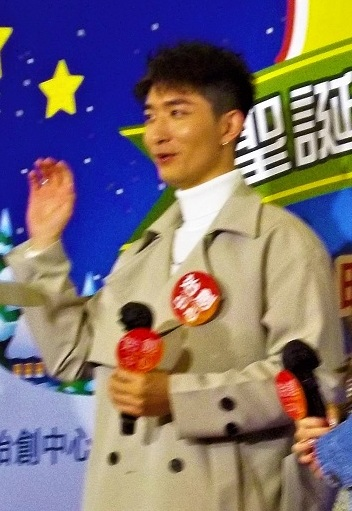
Ngày 19/12/2021, Hoạt động "Cuộc thử thách Giáng sinh POP Star" tại Trung tâm Pioneer Vượng Giác.

| 1/1/2022        | Concert Thanh mộng duy cảng Party Together 2022                                                         | 聲夢維港Party Together演唱會2022                 | 1      | Không gian hoạt đông ven biển Trung Hoàn | NEW TV                                 | Concert Nguyên đán Tham gia cùng các ca sĩ Giải trí Tinh Mộng và Âm nhạc Ái Bạo (ngoại trừ Huỳnh Dịch Bân) |
| 20/8/2022       | Let's Chill                                                                                             | Let's Chill                                      | 1      | Concert mạng                             | Thẻ tín dụng Trung Ngân                | Tham gia cùng Vương Hạo Nhi, Viêm Minh Hy, Diêu Trác Phi, v.v.                                             |
| 26/9/2022       | Autumn Bliss                                                                                            | Autumn Bliss                                     | 1      | Trực tiếp trên MiFaShow                  | TVB Music Group                        | Tham gia cùng Tiển Tĩnh Phong, Lâm Quân Liên, Hà Tấn Lạc                                                   |
| 1/10/2022       | Đêm hội văn nghệ đồng bào Hồng Kông chúc mừng kỷ niệm 73 năm thành lập Nước Cộng hòa Nhân dân Trung Hoa | 香港同胞慶祝中華人民共和國成立七十三周年文藝晚會 | 1      | Sân vận động Hồng Kông Hồng Khám         | Chính phủ đặc khu hành chính Hồng Kông | Tham gia cùng các tốt nghiệp sinh "Thanh mộng truyền kỳ" (trừ Huỳnh Dịch Bân, Lâm Quân Liên)               |
| 22/10/2022      | Sao sáng rọi rực rỡ Bảo Lương                                                                           | 星光熠熠耀保良                                   | 1      | Sân vận động Hồng Kông Hồng Khám         | Cục bảo lương Hồng Kông                | Hát bài "沒法等你/ Hết cách đợi em"                                                                        |
| 26 - 27/11/2022 | Chantel × Aska #LOMLive Concert                                                                         | Chantel × Aska #LOMLive Concert                  | 2      | Sân vận động Macpherson Vượng Giác       | TVB Music Group                        | Tham gia cùng Diêu Trác Phi                                                                                |

## Quảng cáo và đại ngôn
| Năm  | Nội dung | Ghi chú |
| ---- | --- | --- |
| 2021 | 「Rút thưởng Fubon GO x "Thanh · Mộng Phi Hành FIRST LIVE ON STAGE"」của Ngân hàng Phú Bang                  | Cùng với các học viên Thanh mộng truyền kỳ khác                                                             |
| 2021 | 「Fubon GO x Thanh mộng truyền kỳ "Xướng xuất sơ tâm Sing-along with us"」của Ngân hàng Phú Bang             | Cùng với các học viên Thanh mộng truyền kỳ khác                                                             |
| 2021 | 「Muốn đón giáng sinh cùng bạn "Tím"」tại Trung tâm Từ Vân Sơn x Ribena                                      | Cùng Tiển Tĩnh Phong                                                                                        |
| 2022 | Hoạt động khuyến mãi năm mới "Hoa·Đăng·Thưởng" tại Quảng trường Hollywood                                    | Cùng Phan Tĩnh Văn và Diêu Trác Phi                                                                         |
| 2022 | Good Buy Class của Đại Gia Lạc                                                                               | Cùng Chung Nhu Mỹ và Lâm Quân Liên                                                                          |
| 2022 | Quản lý tài chính TrendyToo của BOCHK                                                                        | Làm đại sứ hình tượng cùng Diêu Trác Phi và Lưu Bội Nguyệt                                                  |
| 2022 | "Gói thẻ Thanh Mộng" của Đại Gia Lạc                                                                         | Cùng Viêm Minh Hy, Diêu Trác Phi, Tiển Tĩnh Phong, Chung Nhu Mỹ, Lâm Quân Liên                              |
| 2022 | Ray-Ban HK                                                                                                   | Quảng cáo mạng                                                                                              |
| 2022 | 160 năm thành lập công ty TNHH Gas Trung Hoa Hồng Kông                                                       | Cùng Diêu Trác Phi cover bài hát quảng cáo Gas "陽光空氣/ Không khí ánh nắng" của Ban nhạc Uy Trấn năm 1979 |
| 2022 | "Phúc lợi lớn trung tâm Metro City MCP \| Tặng hình chữ ký tay của Chantel, Yumi và Aska" của Địa ốc Hằng Cơ | Cùng Diêu Trác Phi, Chung Nhu Mỹ                                                                            |
| 2022 | Doughnut | Quảng cáo mạng                                                                                              |
| 2022 | Columbia HK                                                                                                  | Quảng cáo mạng                                                                                              |
| 2022 | Vita Green                                                                                                   | Cùng Hà Tấn Lạc                                                                                             |

## Giải thưởng và đề cử
| Năm  | Đơn vị phát thưởng                      | Giải thưởng                             | Tác phẩm | Kết quả                                                         |
| ---- | --------------------------------------- | --------------------------------------- | --- | --------------------------------------------------------------- |
| 2022 | Lễ trao giải TVB 2021                   | Ca khúc truyền hình được yêu thích nhất | "造夢時學會飛行/ Học được cách bay khi theo đuổi ước mơ"                                                             | Đoạt giải cùng các học viên Thanh mộng truyền kỳ                |
| 2022 | Lễ trao giải TVB 2021                   | Ca khúc truyền hình được yêu thích nhất | "奪金/ Đoạt Kim" | Đề cử cùng các huấn luyện viên và học viên Thanh mộng truyền kỳ |
| 2022 | Lễ trao giải bảng âm nhạc VIP lần thứ 7 | Người mới sáng tác hit VIP              | — | Giải Vàng                                                       |
| 2023 | Lễ trao giải TVB 2022                   | Bài hát truyền hình được yêu thích nhất | "快啲快啲/ Nhanh lên nhanh lên"                                                                                      | Đề cử                                                           |
| 2023 | Lễ trao giải TVB 2022                   | Bài hát truyền hình được yêu thích nhất | "別難過/ Đừng buồn nữa"                                                                                              | Đề cử                                                           |
| 2023 | Lễ trao giải TVB 2022                   | Bài hát truyền hình được yêu thích nhất | "兄弟幫/ Hội anh em"                                                                                                 | Đề cử                                                           |
| 2023 | Lễ trao giải TVB 2022                   | Bài hát truyền hình được yêu thích nhất | "色彩背面/ Phía sau sắc thái"                                                                                        | Đề cử                                                           |
| 2023 | Lễ trao giải TVB 2022                   | Bài hát truyền hình được yêu thích nhất | "青春不要臉/ Tuổi trẻ đừng xấu hổ"                                                                                   | Đề cử                                                           |
| 2023 | Lễ trao giải TVB 2022                   | Bài hát truyền hình được yêu thích nhất | "沒法等你/ Hết cách đợi em"                                                                                          | Đề cử                                                           |
| 2023 | Lễ trao giải TVB 2022                   | Bài hát truyền hình được yêu thích nhất | "聽晚見唔見到你/ Nghe tối có được thấy em"                                                                           | Đề cử                                                           |
| 2023 | Lễ trao giải TVB 2022                   | Nam phụ xuất sắc nhất                   | Thanh xuân bản ngã                                                                                                   | Đề cử                                                           |
| 2023 | Lễ trao giải TVB 2022                   | Nam nhân vật được yêu thích nhất        | Nghê Gia Địch (Thanh xuân bản ngã)                                                                                   | Đề cử                                                           |
| 2023 | Lễ trao giải TVB 2022                   | Nam nghệ sĩ tiến bộ vượt bậc            | Thanh xuân bản ngã, Mỹ lệ chiến trường, Trận chiến nấu ăn của nam thần, Thanh mộng truyền kỳ 2 Đấu đá sân nước ngoài | Đề cử                                                           |